# Кнессет
Кне́ссет (или Кнесет, ивр. הכנסת‎, араб. الكنيست‎; в буквальном переводе с иврита — «Собрание») — однопалатный представительный и законодательный орган Государства Израиль, являющийся его парламентом. Кнессет состоит из 120 депутатов, которые избираются по партийным спискам.

## Общие сведения
Так как Израиль является парламентской республикой, кнессет является и верховным органом власти. После выборов в кнессет президент Израиля проводит совещание с избранными фракциями и поручает формирование правительства главе одной из них, тому, кто «наиболее способен» сформировать коалиционное правительство (впоследствии данный глава фракции становится главой правительства, премьер-министром). На практике эта функция обычно возлагается на главу самой большой из избранных фракций, хотя это не является обязательным: после выборов 2009 года президент поручил формирование правительства Биньямину Нетаньяху, чья фракция «Ликуд» набрала 27 мандатов, а не Ципи Ливни, чья фракция «Кадима» набрала 28 мандатов.
В 1996 и 1999 годах, при проведении выборов в кнессет 14-го и 15-го созывов, премьер-министр избирался отдельным всенародным голосованием (в соответствии с принятым законом о прямых выборах главы правительства). Таким образом в 1996 году правительство возглавил Биньямин Нетаньяху, а в 1999 — Эхуд Барак. В 2001 году, в связи с отставкой Барака, премьер-министр вновь был избран прямым голосованием (им стал Ариэль Шарон), при этом кнессет не переизбирался. Затем прямые выборы премьер-министра были отменены.
Состав правительства, в свою очередь, должен быть поддержан большинством депутатов кнессета. Депутаты кнессета раз в семь лет избирают президента, который выполняет в основном церемониальные функции. Срок полномочий кнессета — четыре года.
Один из Основных законов страны, закон о кнессете, устанавливает четырёхгодичный период полномочий каждого парламентского созыва со дня его избрания. Закон назначает новые выборы на третий вторник месяца хешван в год окончания полномочий кнессета данного созыва. В том случае, если предшествовавший последнему год был високосным, выборы происходят в первый вторник хешвана.
Спустя четыре года объявляется роспуск кнессета и проводятся новые выборы. Однако кнессет вправе передвинуть дату роспуска, сократив или продлив срок своих полномочий.
В Израиле относительно низкий процентный барьер — 3,25 %, поэтому в кнессете обычно представлено не менее 10 партий. 120 депутатских мест распределяются между партиями, прошедшими проходной ценз, пропорционально количеству поданных голосов. При этом мандаты, оставшиеся «лишними», распределяются в соответствии с предварительно заключенными попарными соглашениями между списками. До сих пор ни одна партия в Израиле не смогла получить абсолютное (более 60 мандатов) большинство в кнессете по итогам выборов, и поэтому все правительства формировались на основе коалиций. Однако в период 1967—1968 годов объединённая фракция трёх левых списков насчитывала 61 депутата.

## История
Кнессет 1-го созыва («учредительное собрание») был избран 24 тевета 5709 года — 25 января 1949 года. Первое заседание прошло 14 февраля 1949 года. Первоначально кнессет собирался в различных местах в Тель-Авиве. Первые заседания проходили в Тель-Авивском музее, когда последний ещё располагался в Доме Дизенгофа на бульваре Ротшильда. С 8 марта по 14 декабря 1949 года заседания проходили в кинотеатре «Кесем», располагавшемся на площади Кнессета (Кикар ха-Кнессет) между улицей Ха-Яркон и Тель-Авивской набережной, — в месте, где в 1993 году был возведён офисно-жилой комплекс с торгово-развлекательным центром «Мигдаль ха-Опера». Заседания кнессета проходили также в тель-авивской гостинице «Сан-Ремо». 26 декабря 1949 года израильский парламент переехал в Иерусалим.
Кнессет 17-го созыва избран 28 марта 2006 года. Относительное большинство (28 мест из 120) завоевала новая партия Ариэля Шарона — Эхуда Ольмерта «Кадима». Всего в парламент прошли 12 партий. 27 октября 2008 года Президент Израиля Шимон Перес признал коалиционные переговоры по созданию нового правительства провалившимися, о чём уведомил председателя кнессета Далию Ицик, и парламент был распущен.
Выборы в кнессет 18-го созыва прошли 10 февраля 2009 года. Больше всего мест — 28 — получила партия «Кадима». «Ликуд» — 27, «Наш дом — Израиль» — 15. Лишь на четвёртом месте «Авода» — 13. Всего в кнессет прошли 12 партий.
Выборы в кнессет 19-го созыва прошли 22 января 2013 года. Больше всего мест получил блок партий «Ликуд — Наш дом — Израиль» — 31, новая партия «Йеш атид» получила 19 мандатов. Лишь с трудом преодолела электоральный барьер «Кадима» — 2 мандата. Всего в кнессет прошли 12 партий.
Выборы в кнессет 20-го созыва прошли 17 марта 2015 года. Больше всего мест получила правая партия «Ликуд» — 30; новый левоцентристский альянс «Сионистский лагерь» (союз партий «Авода» и «Ха-Тнуа») получил 24 мандата; «Объединённый арабский список» (ХАДАШ, БАЛАД, РААМ, ТААЛ) получил 13 мандатов; партия «Йеш атид» получила 11 мандатов, заняв четвёртое место на выборах; партия «Наш дом — Израиль» получила 6 мандатов, заняв лишь восьмое место на выборах. Всего в кнессет прошли 10 партий и блоков.
Кнессет 21-го созыва избран 9 апреля 2019 года.
Кнессет 22-го созыва избран 17 сентября 2019 года. 3 октября 2019 года приведён к присяге. 7 октября 2019 года начал работу. 21 ноября 2019 президент передал кнессету мандат на формирование правительства. 12 декабря 2019 года кнессет самораспустился.
Всего избрано 120 депутатов, из них 28 женщин. Старейший депутат кнессета, Яэль Герман, родилась в 1947 году. Кроме того, до образования Государства Израиль родился Хаим Кац (в 1947 году). Спикером парламента избран Юлий Эдельштейн. 22-й кнессет не смог сформировать правительство.
Кнессет 23-го созыва избран 2 марта 2020 года.
Кнессет 24-го созыва избран 23 марта 2021 года.
Кнессет 25-го созыва избран 1 ноября 2022 года.